# HD 15407A
HD 15407Aは、地球からみてペルセウス座の方向に180光年離れた所にあるF5V型主系列星である。単にHD 15407とも呼ばれる。

## 概要
HD 15407Aは、年齢が8000万年と推定されている主系列星である。赤方偏移の値はマイナスであり、つまり地球から見て秒速12.2kmで近づいている事になる。
HD 15407Aは、K2V型主系列星HD 15407Bと連星をなしている。

## 塵の環
HD 15407Aには塵の環があり、恒星の熱で赤外線を放出している。2012年、赤外線天文衛星あかりと赤外線宇宙望遠鏡スピッツァーが塵の環を観測した結果、塵の主成分が石英で構成されていることが分かった。石英が生成されてからの年齢は3000万年から1億年、粒子の直径は1μm程度、重さは最低でも100兆トンであると推定されている。軌道長半径は1AUであり、これは地球型惑星が生成された位置に等しい。塵の環から地球型惑星が生成されるのは、1000万年から3000万年程度しかかからないと考えられている。
塵の環の成分として一般的に検出されるのは珪酸塩であり、石英が検出される事はほとんどない。太陽と似た質量の主系列星の周囲に石英質の塵が見つかり、その量や分布が正確に決まったのは初めての事である。石英は地球型惑星の表面物質としては普通に存在するので、この塵は微惑星同士の衝突で放出された可能性がある。